# Ramón de la Riva y López-Dóriga
Ramón de la Riva y López-Dóriga. Político español, gobernador civil de la provincia de Ávila durante la dictadura franquista y consejero de Presidencia del Gobierno de Cantabria.

## Biografía
Miembro numerario del Opus Dei y estrecho colaborador de Laureano López Rodó, fue secretario de este último. Fue nombrado en 1969 gobernador civil de la provincia de Ávila y jefe provincial del Movimiento; tomó posesión como gobernador civil el 22 de diciembre. Cesó en ambos cargos en 1974.
Miembro de la organización territorial en Cantabria de Alianza Popular (AP) en la década de 1980, entró en el gobierno regional cántabro de Ángel Díaz de Entresotos en 1985 al sustituir a Manuel Pardo Castillo al frente de la Consejería de Presidencia, ejerciendo el cargo hasta 1987.
Padre de Álvaro de la Riva Reina, director de Televisión Española.